# Dolenji Podboršt pri Trebnjem
Dolenji Podboršt pri Trebnjem je naselje v občini Trebnje.
Dolenji Podboršt pri Trebnjem je gručasto naselje na terasah desnega brega Temenice, ob vznožju Trebnega vrha. Pod vasjo potekata nekdanja hitra cesta in železnica Ljubljana – Novo mesto, nad vasjo pa nova avtocesta Ljubljana – Zagreb. Obdelovalne površine so Ozke njive, Ulčenca in Dul, nad njimi pa po pobočjih Trebnega vrha raste mešani gozd v Ravnah, Lazah, Kukenberku in Gmajni. Ob Temenici sta bila nekoč valjčni mlin in žaga, ki je obstala leta 1953.